# Premetro

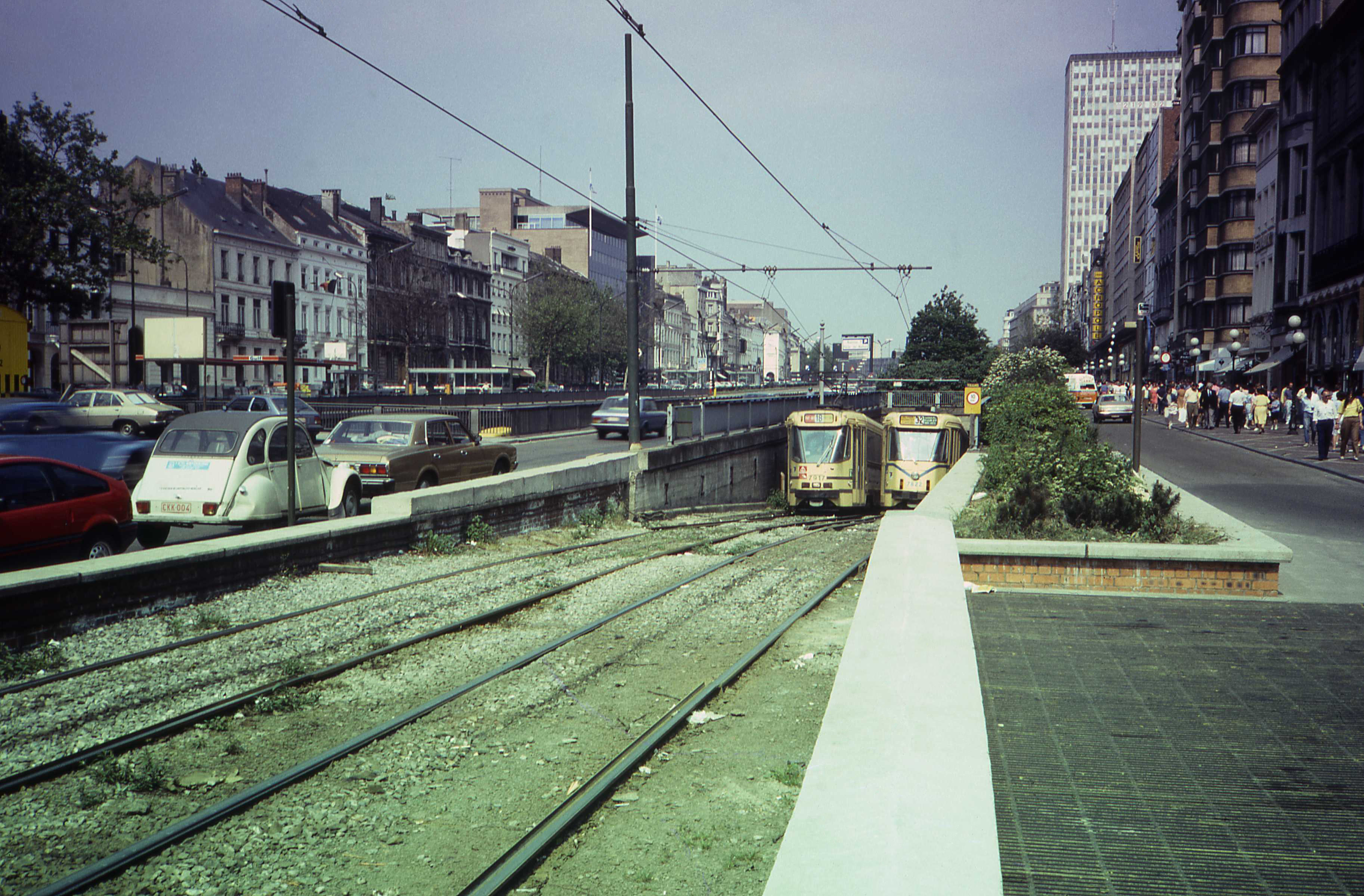
Premetro de Bruselas.

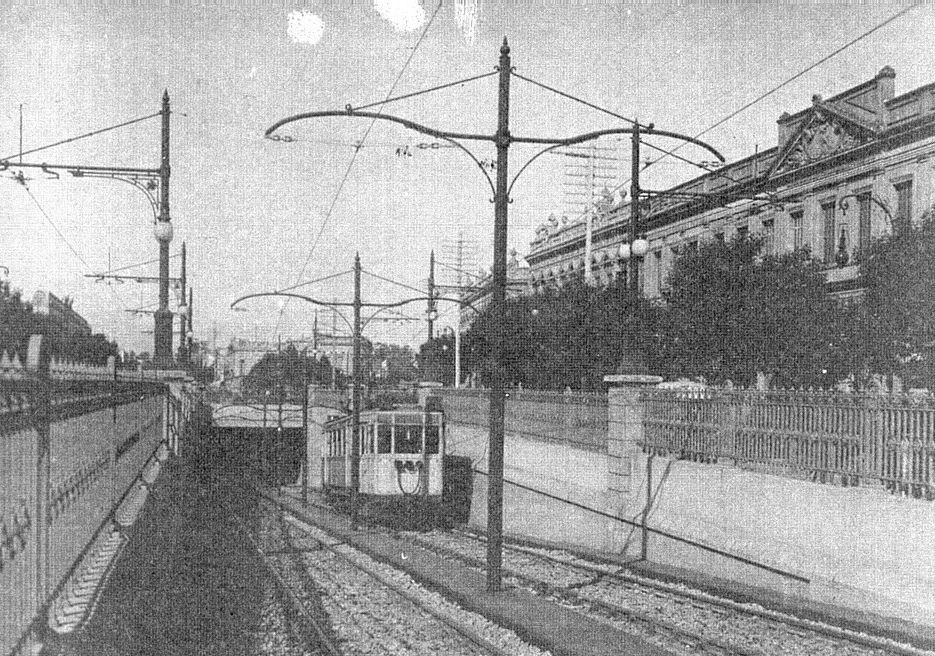
Premetro de Buenos Aires.

El premetro es un tipo de transporte público ferroviario, generalmente del tipo tranvía o tren ligero con características de tránsito rápido, que se utiliza en varios países donde las necesidades no justifican la construcción de infraestructuras más extenso. Un premetro se construyen de forma subterránea y en superficie, sistemas utilizan modelos mixtos donde se combinan tramos en ambas modalidades.
En varios países europeos hay sistemas de premetro. Las ciudades belgas de Amberes, Charleroi y Bruselas, y la holandesa La Haya cuentan con sistemas de este tipo. Entre la gran variedad de transportes ferroviarios de Alemania también hay sistemas del tipo premetro, denominados U-Stadtbahn.